# Mineral County (Nevada)
Mineral County is een county in de Amerikaanse staat Nevada.
De county heeft een landoppervlakte van 9.729 km² en telt 5.071 inwoners (volkstelling 2000). De hoofdplaats is Hawthorne.
County's: Churchill · Clark · Douglas · Elko · Esmeralda · Eureka · Humboldt · Lander · Lincoln · Lyon · Mineral · Nye · Pershing · Storey · Washoe · White Pine
Onafhankelijke stad: Carson City